# Glänsande ärtmussla
Glänsande ärtmussla (Pisidium nitidum) är en musselart som beskrevs av Leonard Jenyns 1832. Glänsande ärtmussla ingår i släktet Pisidium och familjen ärtmusslor. Arten är reproducerande i Sverige. Inga underarter finns listade i Catalogue of Life.

## Bildgalleri

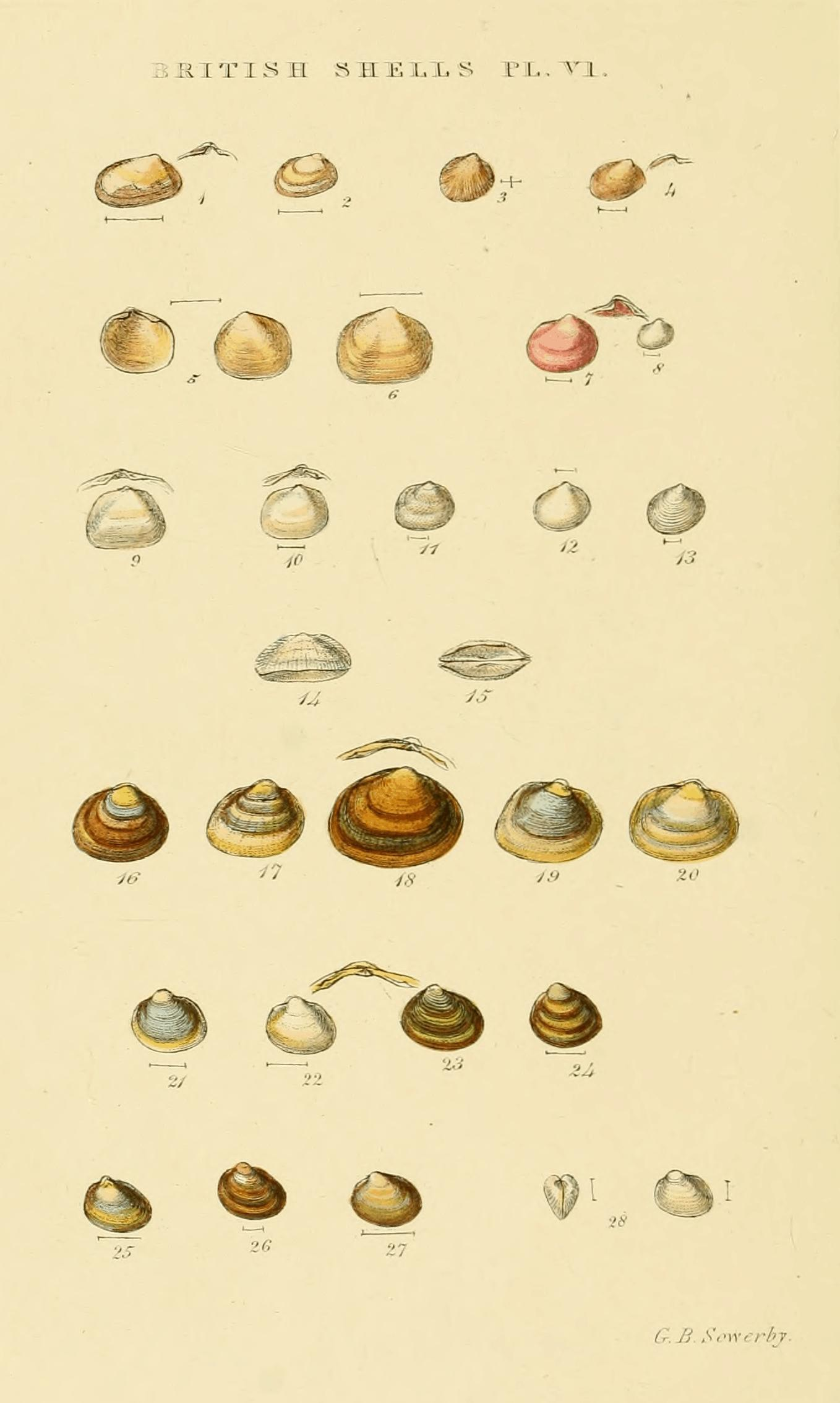